# Vasallen des Königreichs Jerusalem

Die Herrschaften des Königreichs Jerusalem um 1187

Das Königreich Jerusalem der Kreuzfahrer, das 1099 geschaffen wurde, war, dem westeuropäischen Feudalismus entsprechend, in eine Reihe kleinerer Herrschaften aufgeteilt. Nicht dazu gehörten die drei anderen Kreuzfahrerstaaten, das Fürstentum Antiochia, die Grafschaft Edessa und die Grafschaft Tripolis, die nicht Teil des Königreichs waren und auch keine feudalen Leistungen zu erbringen hatten (die militärische Unterstützung wurde ebenso oft gewährt wie versagt).
Johann von Ibelin folgend, waren die vier höchsten Barone des Reichs der Graf von Jaffa und Askalon, der Fürst von Galiläa, der Herr von Sidon und der Graf von Tripolis. Im Falle Tripolis jedoch war Johann sich nicht sicher und er schreibt, dass andere behaupteten, der Herr von Oultrejordain wäre der vierte Baron. Wahrscheinlich verdrehte Johann hier die Wahrheit, da er sich zu diesem Zeitpunkt mit dem nominalen Herrn von Oultrejordain (das Gebiet war rund 70 Jahre bevor Johann schrieb an die Muslime verloren gegangen) im Konflikt befand, mit dem Grafen von Tripolis hingegen befreundet war. Tripolis war jedoch nie Teil des Königreiches Jerusalem, sondern zu jeder Zeit unabhängig, so dass vermutlich doch Oultrejordain die vierte Baronie war. Ebenso ist in der Forschung umstritten, ob es den Status der Baronien tatsächlich gab, oder es nur eine Art Wunschdenken Johanns war, der selbst die Grafschaft Jaffa und Askalon besaß. Darüber hinaus führt er 16 weitere unabhängige Herrschaften auf, die Seigneurien. Baronien und Seigneurien besaßen laut Johann das Recht von cour et coins et justice, das Recht also auf ein Feudalgericht, ein eigenes Bleisiegel zur Bestätigung von Urkunden und die Gerichtsbarkeit über die sonstigen Einwohner der Herrschaft. Von Johanns Auflistung der Seigneurien muss seine Auflistung unterschieden werden, welche Gebiete dem Königreich wie viele Ritter schuldeten. Die hier angedeuteten Abhängigkeiten der kleineren Herrschaften von den größeren Baronien sind laut Peter Edbury eher auf Kampfverbände als auf feudalrechtliche Vorgaben zurückzuführen. Der Rest des Landes wurde von der Krone direkt gehalten, die vier Zentren dieser Krondomäne lagen in Jerusalem selbst, Akkon, Nablus und Tyrus. Obwohl die Herrschaften im Königreich in den ersten Jahren nicht erblich waren, konnten sich die meisten Familien ab den 1130er Jahren in ihren Gebieten halten.
Viele dieser Herrschaften hörten nach dem Verlust Jerusalems 1187 auf zu existieren, erst recht nach dem Verlust Akkons 1291, dennoch traten noch Jahrzehnte und Jahrhunderte später in Europa Prätendenten auf.

## Grafschaft Jaffa und Askalon
Die Grafschaft Jaffa (ab 1153 einschließlich Askalon) war üblicherweise im Besitz der königlichen Familie – entweder direkt im Besitz des Königs, oder mindestens eines seiner Verwandten. Jaffa war Ende Mai 1099 vom Ersten Kreuzzug erobert, 1100 von Gottfried von Bouillon befestigt und erfolglos von Daimbert von Pisa, dem ersten Lateinischen Patriarchen von Jerusalem für sich beansprucht worden. Als Hugo II. von Le Puiset 1134 gegen König Fulko rebellierte, wurde die Grafschaft in eine Reihe kleinerer Einheiten aufgeteilt, Jaffa selbst wurde Krongut. 1187 ging Askalon an Saladin verloren, das zwar 1239 wieder zurückerobert, aber nicht wieder mit der Grafschaft Jaffa vereint wurde. Askalon wurde stattdessen 1243 von Kaiser Friedrich II. an den Hospitaliterorden verkauft, welcher die Burg 1247 endgültig an die Muslime verlor. Ungeachtet dessen nannte sich der seit 1247 amtierende Graf Johann von Jaffa auch weiterhin Graf von Jaffa und Askalon, wohl um seinen Besitzanspruch auf Askalon zu untermauern, der aber nie ausgeübt werden konnte. Am 3. März 1268 wurde auch Jaffa endgültig von den Mamluken unter Baibars I. erobert. Der Grafentitel wurde noch lange nach dem Fall der Grafschaft als bloße Titulatur weitergeführt.
- Roger und Gerhard (1099–1100)
- Krongut (1100–1110)
- Hugo I. von Le Puiset (1110–1118) (Haus Le Puiset)
- Albert von Namur (1118–1122) als Regent für Hugo II. von Le Puiset
- Hugo II. von Le Puiset (1122–1134)
- Krongut (1134–1151)
- Amalrich I. (1151–1163)
- Krongut (1163–1176)
- Sibylle (1176–1185)
  - ⚭ Wilhelm von Montferrat (1176–1177)
  - ⚭ Guido von Lusignan (1180–1185)
- Krongut (1185–1187)
- Gottfried von Lusignan (1191–1193)
- Amalrich II. (1193–1197)
- Krongut (1197–1221)
- Walter IV. von Brienne (1221–1246)
- Johann von Ibelin (1247–1266)
- Jakob von Ibelin (1266–1276)

- Guido von Ibelin (Titulargraf 1276–1304)
- Philipp von Ibelin (Titulargraf 1304–1316)
- Hugo von Ibelin (Titulargraf 1316–1349)
- Balian von Ibelin (Titulargraf 1350–um 1351)
- Marie von Ibelin (Titulargräfin um 1351–1367)
- Florin (Titulargraf um 1450)
- Johann Perez Fabrice (Titulargraf)
- Louis Perez Fabrice (Titulargraf)
- Giorgio Contarini (Titulargraf)
- N. Contarini (Titulargraf)

- Giorgio Contarini. (Titulargraf um 1579)

Eine Reihe von Herrschaften waren Vasallen des Grafen von Jaffa, bzw. direkt der Krone unterstellt, wenn die Grafschaft Jaffa Teil des Krongutes war:

### Herrschaft Ramla
Ramla wurde ebenfalls 1099 vom Ersten Kreuzzug erobert. Ramla wurde kurz, bis 1101, vom Bischof von Ramla und Lydda regiert. Es ist nicht bekannt, wann Ramla eine eigene Herrschaft wurde, obwohl es einen Balduin von Ramla gab, einen Großgrundbesitzer in den frühen Jahren des Königreichs. 1126 wurde Ramla Teil der Grafschaft Jaffa, 1134, nach der Revolte des Hugo II. von Le Puiset, eigenständig mit Balduin II. von Ramla als Herrn (obwohl Balduin I. kein Herr aus eigenem Recht war). Helvis, die Erbtochter Balduins II. heiratete um 1130 Barisan von Ibelin und nach dessen Tod Manasses von Hierges. Ihr Sohn Hugo aus erster Ehe folgte ihr 1152. Dessen Bruder Balduin III. übernahm Ramla nach Hugos Tod um 1170 und ging 1187 im Streit mit König Guido von Lusignan nach Antiochia ins Exil. Sein minderjähriger Sohn Thomas übernahm die Herrschaft nur kurzzeitig. Noch im selben Jahr wurde Ramla von Saladin erobert. Durch den vom Kreuzzug von 1239 bis 1241 bewirkten Friedensvertrag mit den Muslimen erhielten die Christen die Herrschaft Ramla 1241 zurück, und Johann von Ibelin wurde mit der Herrschaft belehnt. Um 1268 wurde Ramla endgültig von den Mamluken erobert.
- Balduin I. von Ramla
- Balduin II. von Ramla (1134–1138)
- Helvis von Ramla (1138–1152)
  - ⚭ Barisan von Ibelin (1138–1150)
  - ⚭ Manasses von Hierges (1150–1152)
- Hugo von Ibelin (1152–1170)
- Balduin von Ibelin (1170–1187)
- Thomas von Ibelin (1187)

- Johann von Ibelin (1241–1266)
- Jakob von Ibelin (1266–1268)

### Herrschaft Ibelin
Ibelin wurde um 1141 gegründet. Es lag rund um die neu errichtete Burg Ibelin nahe Ramla und wurde an Barisan von Ibelin gegeben, den vormaligen Konstabler der Grafschaft Jaffa. Die Ibelins wurden in der Folgezeit die mächtigste Familie im Land und beherrschten bald weite Teile des Königreiches. 1187 wurde Ibelin von Saladin besetzt und nicht mehr durch die Christen zurückerobert.
- Barisan von Ibelin (1134–1150)
- Hugo von Ibelin (1150–1170)
- Balduin von Ibelin (1170)
- Balian von Ibelin (1170–1187)

### Herrschaft Mirabel
Mirabel war eigentlich eine Untereinheit der Herrschaft Ramla und wohl nur kurzzeitig in den 1160er Jahren eigenständig, als Hugo von Ibelin es an seinen Bruder Balduin ausgab. Nach Hugos Tod wurden beide Herrschaften unter Balduin wieder vereinigt. Mirabel wurde 1187 von Saladin erobert.
- Balduin von Ibelin (1162–1170)

## Fürstentum Galiläa
Das Fürstentum Galiläa, nach seinem Zentrum auch Herrschaft Tiberias, wurde bereits – wenigstens dem Namen nach – 1099 errichtet, als Tankred von Tarent Tiberias, Haifa und Bethsan eroberte und von Gottfried von Bouillon als Lehen erhielt. 1101 beschränkte Balduin I. Tankreds Macht, indem er Haifa an Waldemar Carpenel gab; auch wurde Tankred gezwungen, das Fürstentum aufzugeben, als er Regent in Antiochia wurde. Das Fürstentum wurde 1187 von Saladin erobert, wurde 1240 zurückgegeben, aber 1247 endgültig von den Ayyubiden zerschlagen. Der Titel wurde jedoch von den Erben der Könige von Jerusalem in Akkon weitergeführt.
- Tankred (1099–1101)
- Hugo von Saint-Omer (1101–1106)
- Gervaise von Bazoches (1106–1108)
- Tankred (1109–1112)
- Joscelin von Courtenay (1112–1119)
- Wilhelm von Bures (1120–1143)
- Elinand (1143–1148)
- Simon (1148–1153)
- Wilhelm von Bures (1153–1158)[3]
- Eschiva von Bures (1158–1187)
  - ⚭ Walter von Saint-Omer (1159–1174)
  - ⚭ Raimund III. von Tripolis (1174–1187)
- Hugo II. von Saint-Omer (1187–1204) Titularfürst
- Rudolf von Saint-Omer (1204–1219) Titularfürst
- Eschiva von Saint-Omer (1219–1265) Titularfürstin 1219–1240, 1247–1265 ⚭ Odo von Montbéliard († 1244)

- Philipp von Ibelin, Titularfürst
- Balian von Ibelin, Titularfürst
- Bohemund von Lusignan (um 1280), Titularfürst
- Guido von Lusignan (um 1320) Titularfürst
- Hugo von Lusignan (bis 1386) Titularfürst
- Johann von Brie, Titularfürst
- Heinrich von Lusignan, Titularfürst

Das Fürstentum hatte seine eigenen Vasallen, die Herrschaften Beirut, Nazaret und Haifa, die wiederum oft Untervasallen hatten.

### Herrschaft Beirut
Beirut wurde 1110 erobert und Fulko von Guines gegeben. Sie war eine der langlebigsten Herrschaften, da sie bis zum endgültigen Zusammenbruch des Königreichs 1291 bestand, obwohl oder gerade weil sie nur aus einem schmalen Streifen Mittelmeerküste rund um Beirut bestand. Beirut war wichtig für den Europahandel und hatte innerhalb des Fürstentums Galiläa eigene Vasallen. 1187 bis 1197 war Beirut von Saladin besetzt und fiel 1291 an die Mamluken.
- Fulko von Guines (1110–1125) (Haus Guînes)
- Walter I. Brisebarre (1125–1138)
- Guido I. Brisebarre (1138–1149)
- Walter II. Brisebarre (1149–1156)
- Guido II. Brisebarre (1156–1164)
- Walter III. Brisebarre (1164–1166)
- Krongut (1166–)
- Androniko Komnenos (um 1174)

- Johann von Ibelin (1197–1236)
- Balian von Ibelin (1236–1247)
- Johann (II.) von Ibelin (1247–1264)
- Isabella von Ibelin (1264–1282)
  - ⚭ Hugo II. von Zypern (1264)
  - ⚭ Hamo le Strange (1272–1273)
  - ⚭ Nicolas l’Aleman (1276–1277)
  - ⚭ Wilhelm Barlais (1277–1282)
- Eschiva von Ibelin (1282–1291)
  - ⚭ Humfried von Montfort (1282–1284)
  - ⚭ Guido von Zypern-Lusignan (Titularherr 1291–1303)
- Hugo von Zypern-Lusignan (Titularherr, 1303–1330)
- Guido von Zypern-Lusignan (Titularherr 1330–1343)
- Johann von Zypern-Lusignan (Titularherr ab 1384)

Die Untervasallen Beiruts waren:

#### Herrschaft Banias
Banias wurde 1128 von den Assassinen an Balduin II. gegeben, der es an Rainer Brus weitergab, der wiederum auch die Herrschaft Assebebe innehatte, die mit Banias verschmolzen wurde. Rainers Tochter heiratete Humfried II. von Toron, der um 1148 Herr von Banias wurde. Er verkaufte 1157 Teile von Banias und Chastel Neuf an die Johanniter. Banias wurde mit Toron vereinigt, bis es 1164 an Nur ad-Din fiel. Als es 1176 zurückerobert wurde, wurde es Teil der Herrschaft Joscelins III. von Edessa (siehe unten). Nach der Niederlage der Kreuzfahrer bei Hattin 1187 fiel die Herrschaft an Saladin.
- Rainer Brus (1128–1148)
- Humfried II. von Toron (1148–1157)

- Joscelin III. von Edessa (1176–1187)

#### Herrschaft Toron
Die Burg Toron wurde von Hugo von Saint-Omer, Fürst von Galiläa, erbaut, um die Eroberung von Tyrus zu unterstützen. Nach Hugos Tod wurde sie zu einer unabhängigen Herrschaft gemacht, die Humfried I. 1107 erhielt. Die Herren von Toron wurden sehr einflussreich in Jerusalem, Humfried II. war Konstabler von Jerusalem, Humfried IV. heiratete Isabella I., die Tochter Amalrichs I. (Toron stand während ihrer Ehe unter königlicher Herrschaft). Toron war eine der wenigen Herrschaften mit erblichem Status, zumindest einige Jahrzehnte lang. Die Herren von Toron waren mit den Herren von Oultrejordain verbunden. Später wurden Toron mit der königlichen Domäne von Tyrus verschmolzen. 1187 bis 1229 und 1239 bis 1240 war Toron von den Ayyubiden besetzt. 1266 wurde Toron endgültig von den Mamluken erobert.
- Hugo von Saint-Omer (1105–1106)
- Humfried I. von Toron (1107–1136?)
- Humfried II. von Toron (1137?–1179)
- Humfried IV. von Toron (1179–1183)
- Krongut (1183–1190)
- Humfried IV. von Toron (Titularherr 1190–1192)
- Isabella von Toron (Titularherrin 1192–)
- Alice von Armenien (1229–1239)
- Vakanz
- Philipp von Montfort (1241–1257)
- Johann von Montfort (1257–1266)

Toron hatte zwei Vasallen, die Herren von Chastel Neuf und die Herren von Toron Ahmud. Chastel Neuf wurde von Hugo von Saint-Omer um 1105 gebaut und kam später an die Johanniter, bis es 1167 an Nur ad-Din fiel. Toron Ahmud blieb bei der Herrschaft Beirut, bis Johann von Ibelin es dem Deutschen Orden 1261 verkaufte.

### Herrschaft Nazaret
Nazaret war Besitz der lateinischen Patriarchen. Es wurde 1115 als Herrschaft innerhalb Galiläas errichtet und war der Sitz eines Erzbistums.

### Herrschaft Haifa
Haifa, von den Kreuzfahrern Cayphas genannt, wurde am 25. Juli 1100 von den Kreuzfahrern erobert. Es war teilweise eine kirchliche Domäne des Erzbischofs von Nazaret, teilweise bestand es aus Land des Fürstentums Galiläa. Es wurde 1099 als Lehen an Waldemar Carpenel vergeben. Haifa war 1187 bis 1189 von Saladin besetzt. 1265 wurde Haifa endgültig von den Mamluken erobert.
- Waldemar Carpenel (1099)
- Tankred (1100–1101)
- Waldemar Carpenel (1101)
- Rohard I. Carpenel (1101–1107)
- Pagan I. Carpenel (1107–1109)
- Tankred (1109–1112)
- Krongut (1112–1138)
- Vivian Carpenel (1138–nach 1166)
- Pagan II. Carpenel (nach 1166–1198)
- Rohard II. Carpenel (1198–1244)
- Helvis Carpenel (1244–1264)
  - ⚭ Gottfried I. Poulain (vor 1250)
  - ⚭ García Álvarez (um 1250)
  - ⚭ Johann von Valenciennes (um 1257–1264)
- Gilles I. Poulain (1264–1270)
- Gottfried II. Poulain (Titularherr 1270–1279)
- Gilles II. Poulain (Titularherr 1279–1289)
- Johann von Valenciennes (Titularherr um 1310)

## Grafschaft Sidon
Sidon wurde 1110, während des Kreuzzugs Sigurds von Norwegen erobert und an Eustach I. Garnier, Herr von Caesarea gegeben. 1187 wurde die Grafschaft von Saladin besetzt und 1197 vom deutschen Kreuzzug zurückerobert. Von 1202 bis 1210 stand die Grafschaft unter Regentschaft von Guido von Montfort, dem Stiefvater des noch minderjährigen Balian Garnier. 1260 verkaufte Julian Garnier Sidon den Templern. Die Stadt wurde noch 1260 von den Mongolen geplündert und schließlich von den Mamluken erobert.
- Eustach I. Garnier (1110–1123)
- Gerhard Garnier (alias Eustach II. Garnier) (1123–1171)
- Rainald Garnier (1171–1202), Titulargraf 1187–1197
- Balian Garnier (1202–1240)
- Julian Garnier (1240–1260)

- Phoebus von Lusignan (Titulargraf um 1460)
- Philipp von Lusignan (Titularherr um 1460)

### Herrschaft Schuf
Die Herrschaft Schuf wurde um 1170 als Vasall aus der Herrschaft Sidon herausgelöst. Sie lag um die befestigten Höhlen von Tyron. Graf Julian Garnier von Sidon verkaufte sie dem Deutschen Orden 1256.
- Andreas von Schuf (13. Jahrhundert; nach 1240)
- Johann von Schuf (13. Jahrhundert)
- Julian Garnier (–1256)

## Herrschaft Oultrejordain
Die Herrschaft Oultrejordain („jenseits des Jordan“) bestand aus Land mit dem Jordan als Westgrenze und undefinierten Grenzen im Osten und war eine der größten und wichtigsten Herrschaften. Balduin I. griff die Gegend 1100, 1107 und 1112 an, baute 1115 Montreal, um die muslimischen Karawanenrouten zu kontrollieren, was dem Königreich immense Einnahmen bescherte. Balduin II. gab die Herrschaft 1118 an Roman von Le Puy, nachdem dieser gegen den neuen König Fulko aufbegehrte, wurde sie ihm aber 1134 wieder entzogen und Pagan der Mundschenk zum Herrn gemacht. In den 1140er Jahren ließ Pagan die stärkere Burg Karak errichten, die Montreal später als Zentrum der Herrschaft Oultrejordain ablöste. Nach Pagans Tod 1147 folgte ihm dessen Neffe Moritz. 1161 tauschte Philipp von Milly, Herr von Nablus, mit König Balduin III. die Herrschaft Nablus gegen die Herrschaft Oultrejordain. Nach dessen Tod erbte dessen Tochter Stephanie von Milly die Herrschaft, die von ihren insgesamt drei Ehegatten ausgeübt wurde. Der letzte von ihnen, Rainald von Chatillon wurde durch seine feindselige Haltung den Muslimen gegenüber zum Teil verantwortlich für Saladins Invasion. Saladin enthauptete Rainald nach der Schlacht bei Hattin 1187 eigenhändig. Er eroberte das Gebiet 1187. Die mächtigen Burgen Karak und Montreal fielen nach langer Belagerung erst 1188 und 1189. Die Herrschaft Oultrejordain war für die Kreuzfahrer endgültig verloren.
- Roman von Le Puy (1118–1134)
- Pagan der Mundschenk (1134–1147)
- Moritz von Montreal (1147–?)
- Philipp von Milly (1161–1168)
- Stephanie von Milly (1168–1197) Titularherrin ab 1189
  - ⚭ Humfried III. von Toron (1168–1173)
  - ⚭ Miles von Plancy (1173–1174)
  - ⚭ Rainald von Chatillon (1176–1187)

## Andere Herrschaften

### Herrschaft Adelon
Die Herrschaft Adelon scheint erst errichtet worden zu sein, nachdem der Mittelpunkt des Königreichs nach Akkon verlegt worden war. Zentrum der Herrschaft war eine heute nicht mehr erhaltene Burg am Mittelmeer zwischen Tyrus und Sidon. Adelon war von einigem Einfluss zur Zeit des Kaisers Friedrich II.
- Adam von Gibelet-Besmedin
- Agnes von Gibelet-Besmedin (um 1198)
  - ⚭ Dietrich von Termonde († 1206)
- Daniel von Termonde (um 1225)
- Daniel II. von Termonde
- Peter von Avalon (um 1254)
- Jordan von Termonde

### Herrschaft Arsuf
Arsuf (von den Kreuzfahrern Arsur genannt) wurde 1101 erobert, blieb aber Krondomäne bis 1163, als Johann von Arsur hier Herr wurde. Als Johann kinderlos starb, übernahm Melisende, die Tochter seines Bruders Guido, die Herrschaft. In zweiter Ehe brachte Melisende die Herrschaft an die Familie Ibelin. 1260 oder 1261 verkaufte Balian von Ibelin die Herrschaft an den Johanniterorden. 1265 wurde Arsuf endgültig von den Mamluken erobert.
- Johann von Arsuf (1163–?)
- Melisende von Arsuf
  - ⚭ Dietrich von Orgue (um 1192–1207)
  - ⚭ Johann von Ibelin (1207–1236)
- Johann von Ibelin (1236–1258)
- Balian von Ibelin (1258–1260)

### Herrschaft Bethsan
Bethsan wurde 1099 von Tankred besetzt, war trotz seiner Lage nie Teil Galiläas, wurde aber 1101 königliche Domäne, vermutlich bis um 1120. Die Herrschaft wurde 1183 von Saladin erobert.
- Adam I. von Bethsan (Haus Béthune)
- Adam II. von Bethsan
- Guermond I. von Bethsan (vor 1161; um 1174)
- Adam III. von Bethsan († vor 1179)
- Guermond II. von Bethsan († um 1220)
- Balduin von Bethsan (Titularherr)
- Walter von Bethsan (Titularherr † 1315)
- Theobald von Bethsan (Titularherr)

### Herrschaft Blanchegarde
Die Burg Blanchegarde wurde von König Fulko 1142 als Teil der königlichen Besitzungen erbaut und wurden von Kastellanen regiert. Sie wurde 1166 zur Herrschaft erhoben, als sie an Walter III. Brisebarre ging, der gezwungen worden war, Beirut aufzugeben.
- Walter III. Brisebarre (1166–nach 1179)
- Gilles Brisebarre (vor 1198–nach 1220)
- Rudolf Brisebarre (vor 1253–1265)
- Amalrich Barlais (1265–)

### Herrschaft Caesarea
Caesarea wurde 1101 erobert und an den Erzbischof von Caesarea gegeben. Arpin von Bourges könnte der erste Herr gewesen sein, nachweisbar ist allerdings erst Eustach I. Garnier, der von 1110 bis 1123 regierte. Die Herrschaft wurde 1187 von Saladin besetzt und 1191 zurückerobert. 1218 wurde die Herrschaft erneut von den Ayyubiden erobert und 1229 zurückgegeben. 1275 wurde Caesarea von den Mamluken erobert.
- Arpin von Bourges?
- Eustach I. Garnier (1110–1123)
- Walter I. Garnier (1123–1154)
- Hugo Garnier (1154–1168)
- Guido Garnier (1168–1176/82)
- Walter II. Garnier (1176/82–1190) Titularherr 1187–1190
- Juliane Garnier (1190–1216) Titularherrin 1190–1191
  - ⚭ Guido Brisebarre (1192–1193)
  - ⚭ Aymar de Lairon (1193–1216)
- Walter III. Brisebarre (1216–1229) Titularherr 1218–1229
- Johann Brisebarre (1229–1239)
- Margarethe Brisebarre ⚭ Jean l’Aleman (1239–1264)
- Nicolas l’Aleman (um 1270)
- Johann von Nevilles (Titularherr) (ab 1384)
- Johann Gorap?

### Herrschaft Caymont
Caymont, ca. 15 km östlich von Cafarlet, wurde kurz nach dem Dritten Kreuzzug errichtet und Balian von Ibelin übergeben, der seine bisherigen Herrschaften Ibelin, Ramla und Nablus an Saladin verloren hatte. Die Herrschaft ging beim Tod Balians 1193 schließlich in die königliche Domäne über.

### Herrschaft Dera
Über die Herrschaft Dera ist wenig bekannt, außer dass sie 1118 errichtet wurde. Diese weit östlich des Jordans gelegene Herrschaft wurde vermutlich bald wieder von den Muslimen erobert.

### Herrschaft Hebron
Hebron (auch St. Abraham genannt) war eine der ersten Herrschaften des Landes. Hebron stand mehrfach unter königlicher Herrschaft. Hebron hatte einen eigenen Vasallen, nämlich die Herrschaft von Beth Gibelin, die König Fulko um 1134 errichtet hatte. 1136 wurde Beth Gibelin an die Johanniter gegeben. Um 1187 wurde auch Hebron von Saladin erobert.
- Gerhard von Avesnes (möglicherweise 1099)
- Waldemar Carpenel (1100–1101)
- Rohard von Haifa (1101–1102)
- Krongut (1102–1104)
- Hugo I. von St. Abraham (1104)
- Krongut (1104–1108)
- Walter Mahomet (1108–1118)
- Krongut (1118–1120)
- Balduin von St. Abraham (1120–1136)
- Hugo II. von St. Abraham (1136–1149)
- Krongut (1149–1177) (Kastellan: Humfried II. von Toron)
- Rainald von Chatillon (1177–1187)

### Herrschaft Montgisard
Montgisard wurde als Verteidigungsanlage gegen Nur ad-Din gebaut; hier fand 1177 die Schlacht von Montgisard gegen Saladin statt.
- Wilhelm (um 1155)
- Johann
- Aimard (um 1198)
- Reginald (um 1200)
- Wilhelm (um 1230)
- Robert (um 1240)
- Heinrich
- Balian (um 1300)
- Wilhelm
- Balduin
- Robert
- Johann
- Jakob (um 1400)

### Herrschaft Nablus
Nablus war eigentlich keine eigene Herrschaft, sondern eines der vier Zentren der Krondomäne. In den 1140er Jahren wurde Philipp durch Königin Melisende hier mit einem großen Lehen ausgestattet und führte fortan den (inoffiziellen) Titel eines Herren von Nablus. 1161 tauschte er das Lehen mit Melisendes Sohn Balduin III. gegen die Herrschaft Oultrejordain ein. 1167 wurde Nablus und das dazugehörige Lehen Maria von Jerusalem anlässlich ihrer Hochzeit mit König Amalrich als Morgengabe übergeben. Nach Amalrichs Tod heiratete Maria 1177 Balian von Ibelin, der dann auch wieder den Titel eines Herrn von Nablus annahm. Um 1188 wurde die Herrschaft von Saladin erobert.
- Philipp von Milly (1142–1161)
- 1161–1167 Krongut
- Maria Komnena (1167–1188)
  - ⚭ Balian von Ibelin (1177–1188)

### Herrschaft Scandaleon
Scandaleon (heute Iskandarouna) wurde 1116 als königliche Domäne errichtet. Es wurde 1148 für Robert von Scandaleon zur Herrschaft erhoben. 1280 kaufte der Deutsche Orden die Herrschaft, die bald von den Mamluken erobert wurde.
- Krondomäne (1116–1148)
- Robert von Scandaleon (1148–nach 1150)
- Isaak von Scandaleon (nach 1150)
- Raimund von Scandaleon (vor 1199–nach 1209)
- Peter von Scandaleon (vor 1263)
- Agnes von Scandaleon
  - ⚭ Wilhelm von Mandelée (1263–1280)
- Deutscher Orden

### Herrschaft Tyrus
Tyrus wurde 1124 erobert und war zunächst Krondomäne. Während des Dritten Kreuzzugs um 1191 wurde Tyros zu einer eigenständigen Herrschaft für Konrad von Montferrat erhoben, der die Stadt erfolgreich gegen Saladin verteidigt hatte. 1291 wurde die Herrschaft von den Mamluken erobert.
- Konrad von Montferrat (1188–1192)
- Heinrich II. von Champagne (1192–1197)
- Amalrich von Lusignan (1197–1205)
- Krongut
- Philipp von Montfort (1246–1270)
- Johann von Montfort (1271–1283)
- Humfried von Montfort (1283–1284)
- Margarete von Antiochia (1284–1285)
- Krongut
- Amalrich von Tyrus (1284–1291)

### Herrschaft Joscelins III. von Edessa
Diese Herrschaft war eine unübliche Kreation. Sie wurde an Joscelin III., den Titulargrafen von Edessa gegeben, lange, nachdem er seinen Besitz verloren hatte. Anlass war 1176 Joscelins Heirat mit Agnes von Milly. Der Besitz bestand aus königlichem Land in der Umgebung Akkons und umfasste unter anderem die Burgen Banias (ab 1176), Castellum Regis (ab 1182) und Toron (ab 1186). Joscelins Tochter Beatrix heiratete 1208 Otto von Botenlauben, der das Land 1220 dem Deutschen Orden verkaufte.

## Belege
1. ↑  zu Johann von Ibelin und seinen Auflistungen: Peter W. Edbury: John of Ibelin and the Kingdom of Jerusalem, Woodbridge 1997, bes. S. 110–176.
2. ↑  Denys Pringle, The Castle and Lordship of Mirabel. In: Montjoie. Studies in Crusade History in Honour of Hans Eberhard Mayer. Aldershot 1997, S. 94–97
3. ↑  Martin Rheinheimer: Das Kreuzfahrerfürstentum Galiläa, Frankfurt a. M. 1990, S. 39–63; Hans Eberhard Mayer: The Crusader Principality of Galilee between Saint-Omer and Bures-sur-Yvette. In: Itinéraires d'Orient. Hommages à Claude Cahen, S. 157–167.